# Vegard Haukø Sklett

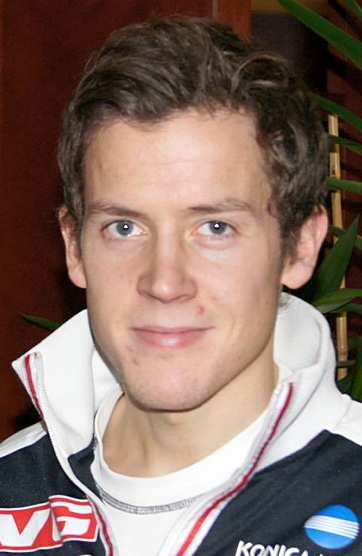
Vegard Sklett december 2011

Vegard Haukø Sklett, född 10 februari 1986 i Grong i Nord-Trøndelag fylke, är en norsk backhoppare. Han representerar Grong Idrettslag. 

## Karriär
Vegard Sklett hade moderata framgångar som ung backhoppare. 2008 vann Sklett norgescupen och blev uttagen till Team Oslo 2011. Från 2008 tävlade Sklett i kontinentalcupen. Hans första världscuptävling var i Sapporo i Japan 31 januari 2009 där han blev nummer 24. Fram till december 2011 tävlade Sklett mestadels i kontinentalcupen. Skletts första placering bland de tio bästa i en deltävling i världscupen kom i skidflygningsbacken Kulm i Bad Mitterndorf i Österrike. Han blev nummer fem i tävlingen som vanns av Robert Kranjec från Slovenien. Sklett var 10,1 poäng från prispallen. Hans bästa resultat hittills i den sammanlagda världscupen är en 16:e plats säsongen 2011/2012. Sklett har två segrar i lagtävlingen i världscupen, i Harrachov i Tjeckien 10 december 2011, då norska laget (Tom Hilde, Bjørn Einar Romøren, Vegard Sklett och Anders Bardal) vann före Österrike och Slovenien, och i Willingen i Tyskland 11 februari 2012 då Rune Velta, Vegard Sklett, Anders Bardal och Anders Fannemel vann före Österrike och Tyskland.
Sklett hoppade 210,0 meter i Heini Klopfer-backen i Oberstdorf i Tyskland 2010, hans hittills längsta hopp. Sklett hoppade 5 meter över backrekordet (145,0 meter) i Granåsen i Trondheim 3 januari 2009, men hoppet räknas inte som officiell backrekord.
Vegard Sklett har i perioden 2007 till 2012 vunnit 6 silvermedaljer i norska mästerskapen. Fem av silvermedaljerna är från lagtävlingar, men i Holmenkollen 2011 vann Sklett en individuell silvermedalj (i stora backen). Han har också två bronsmedaljer från lagtävlingar i norska mästerskapen.